# Social Sofa

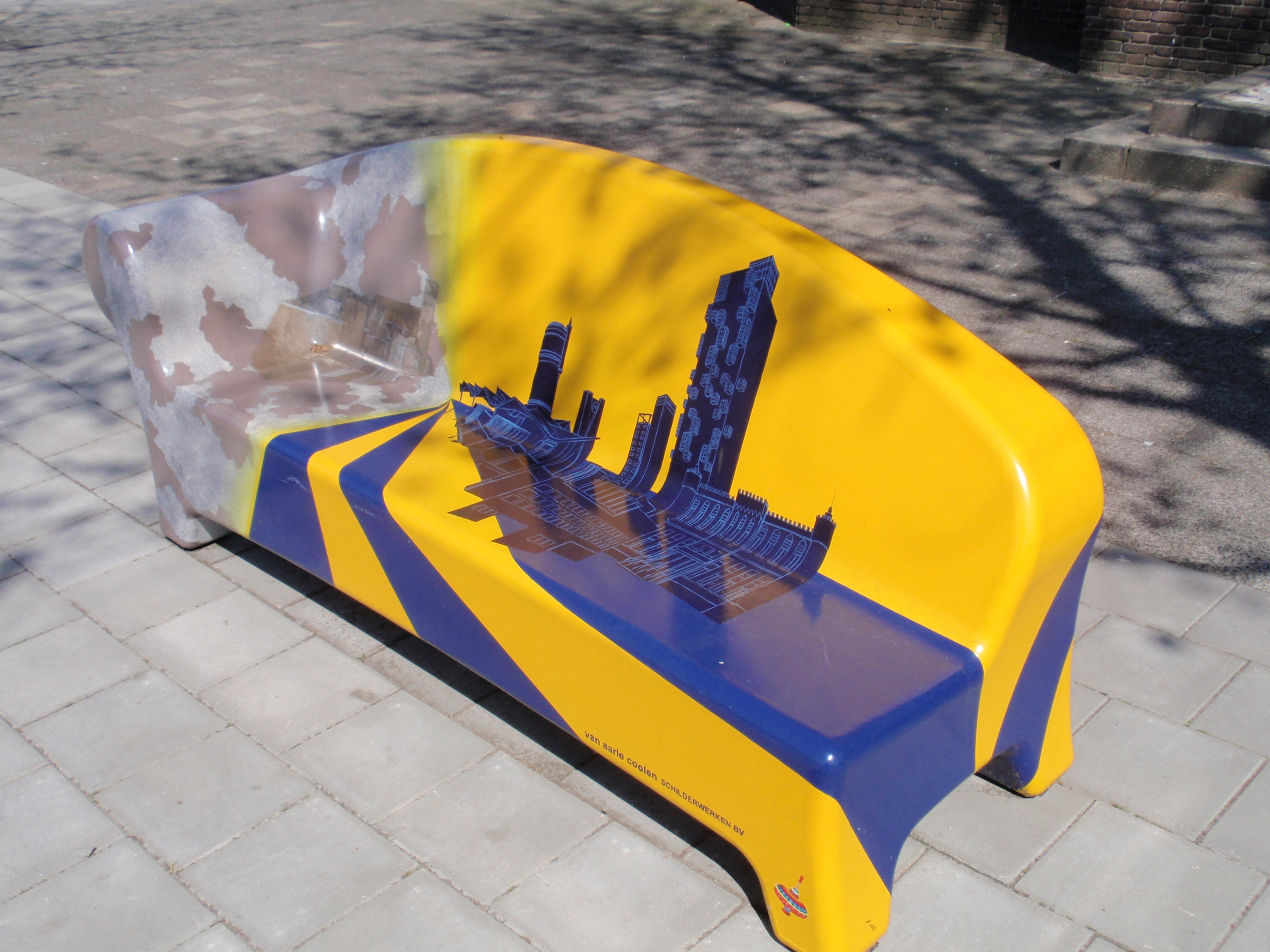
Een Social Sofa in Tilburg

Een Social Sofa of Socialsofa is een zitbank met mozaïek geplaatst in openbare ruimte, naar een idee van Karin Bruers. De banken zijn gemaakt van beton en hebben een lengte van 2,24 m en de vorm van een chaise longue.
Bruers kwam op dit idee om mensen met elkaar in contact te brengen. Zij wilde 1000 van deze sofa's, oftewel bènkskes (Tilburgs), in Tilburg geplaatst zien. De eerste 23 werden in september 2006 door burgemeester Ruud Vreeman op de Heuvel onthuld.
Ook in andere plaatsen in Nederland, zoals Amsterdam, Eindhoven en Heerlen, zijn banken geplaatst.
In het kader van de hulpactie Serious Request zijn banken geplaatst in Eindhoven (2010) en Leiden (2011).
De duizendste is in 2013 in Tilburg gekomen, ook onthuld op de Heuvel door de burgemeester, nu Peter Noordanus. Dit was de 250e in Tilburg.

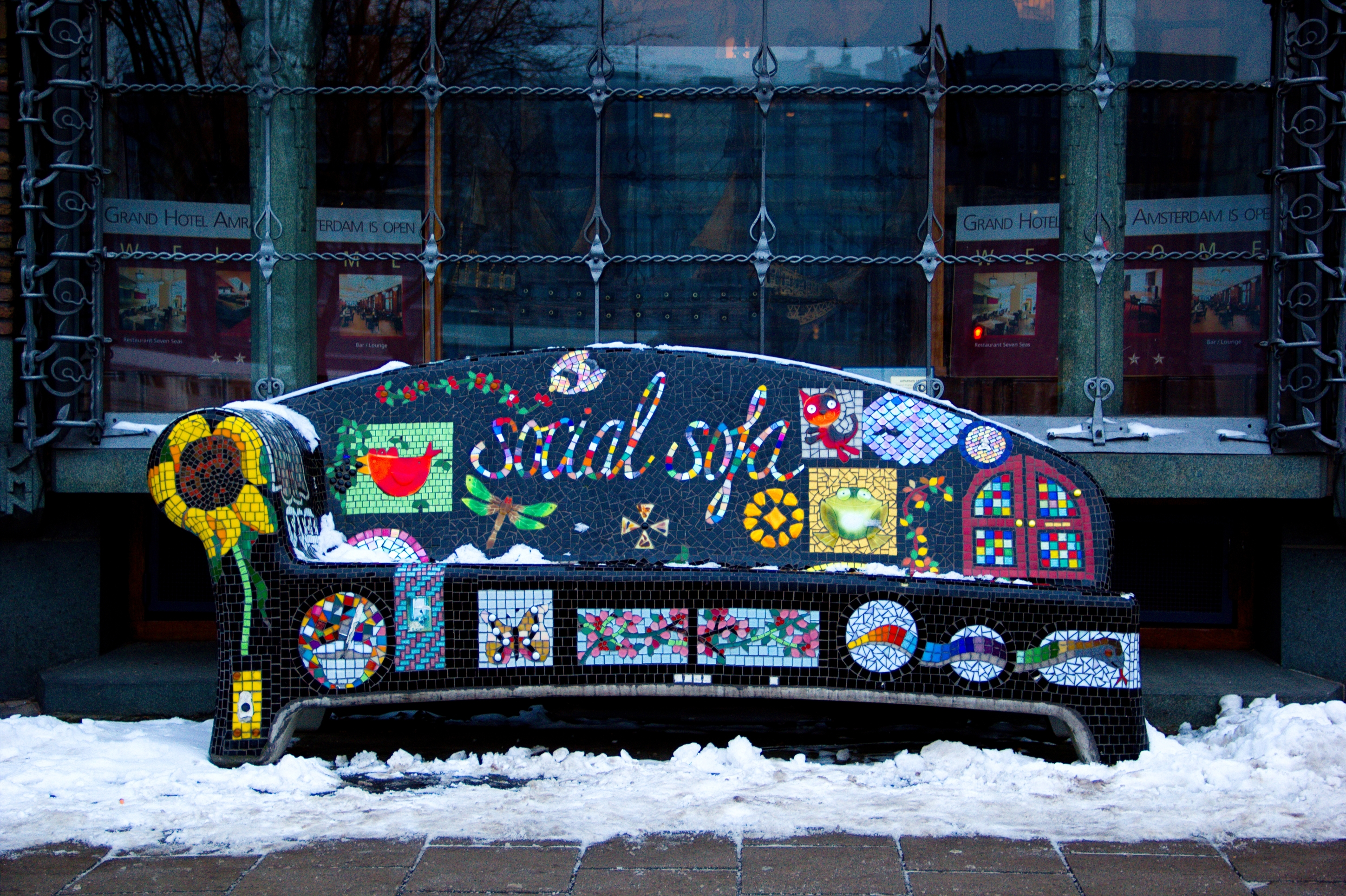
Bank in Amsterdam
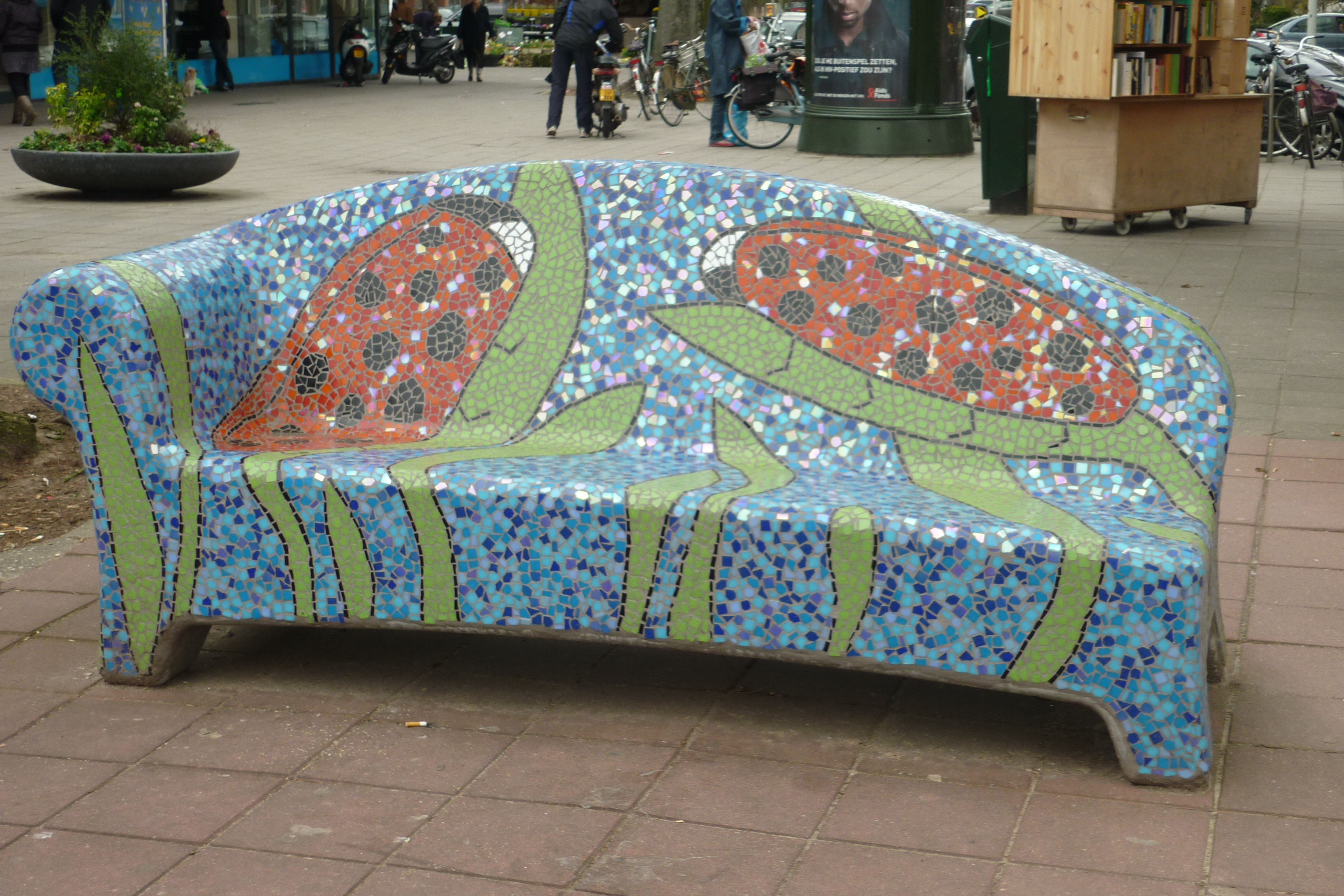
Bank in Den Haag
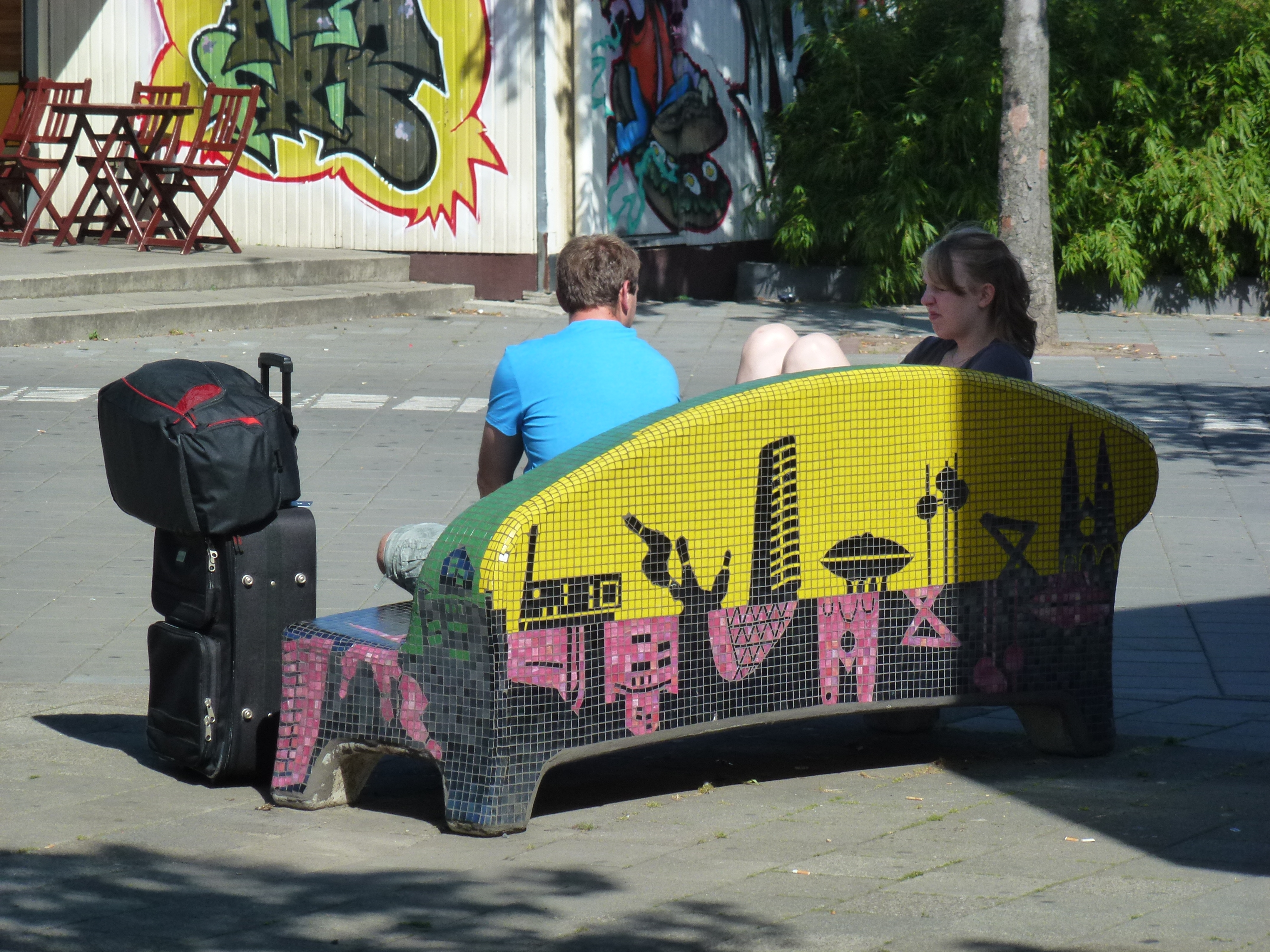
Serious Request-bank in Eindhoven
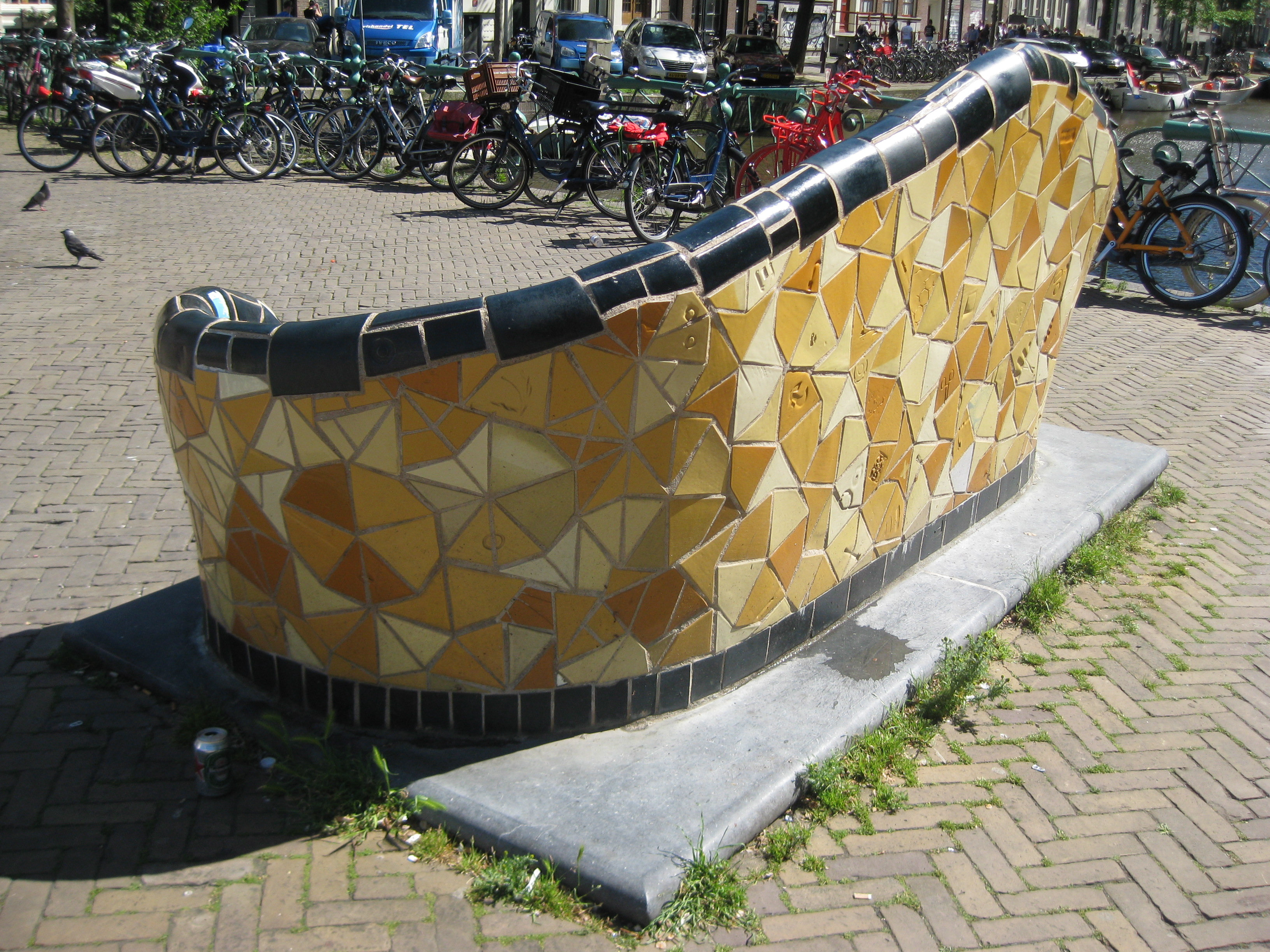
Op de Nieuwmarkt in Amsterdam
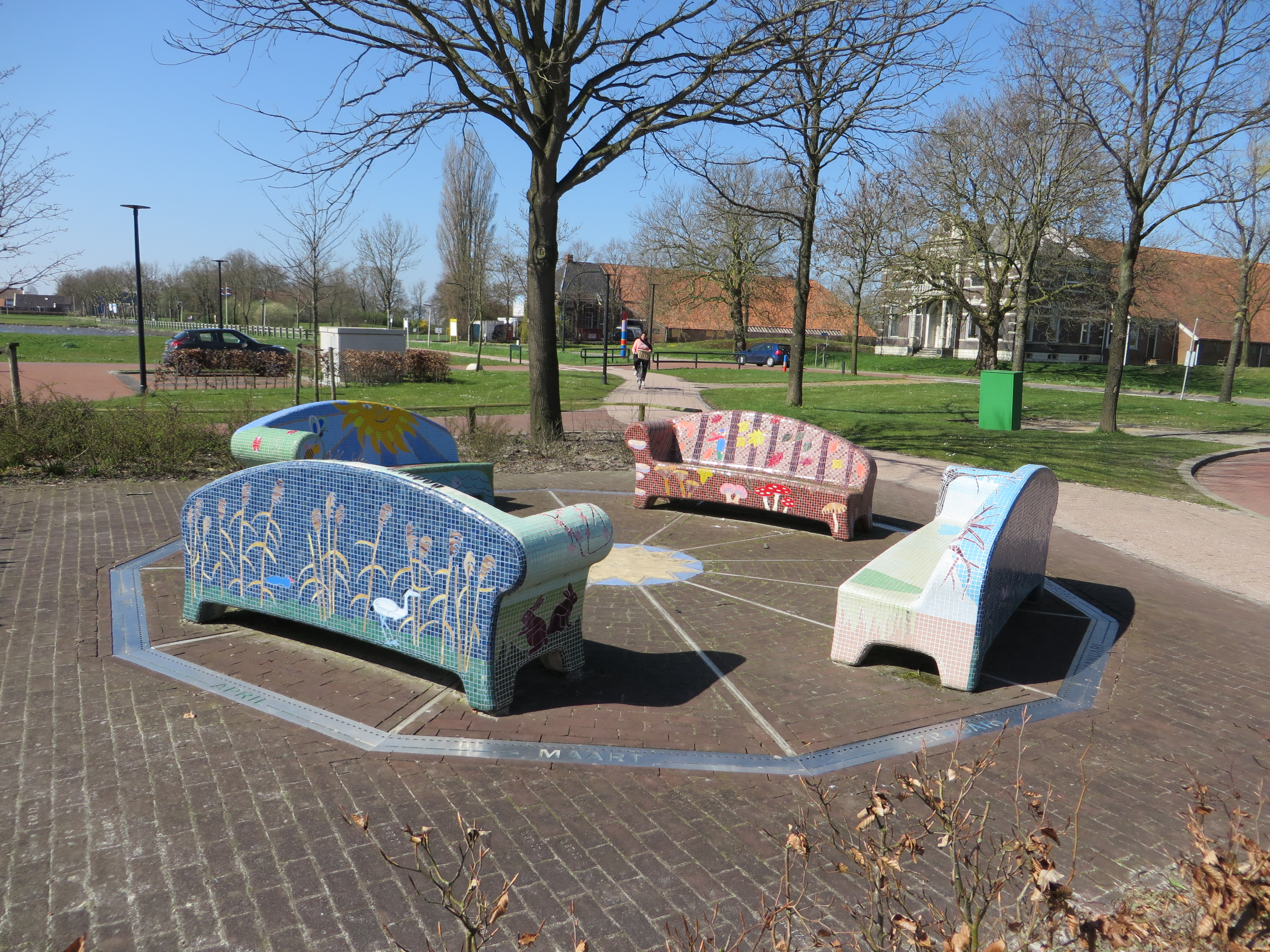
4 jaargetijden in Oostwold
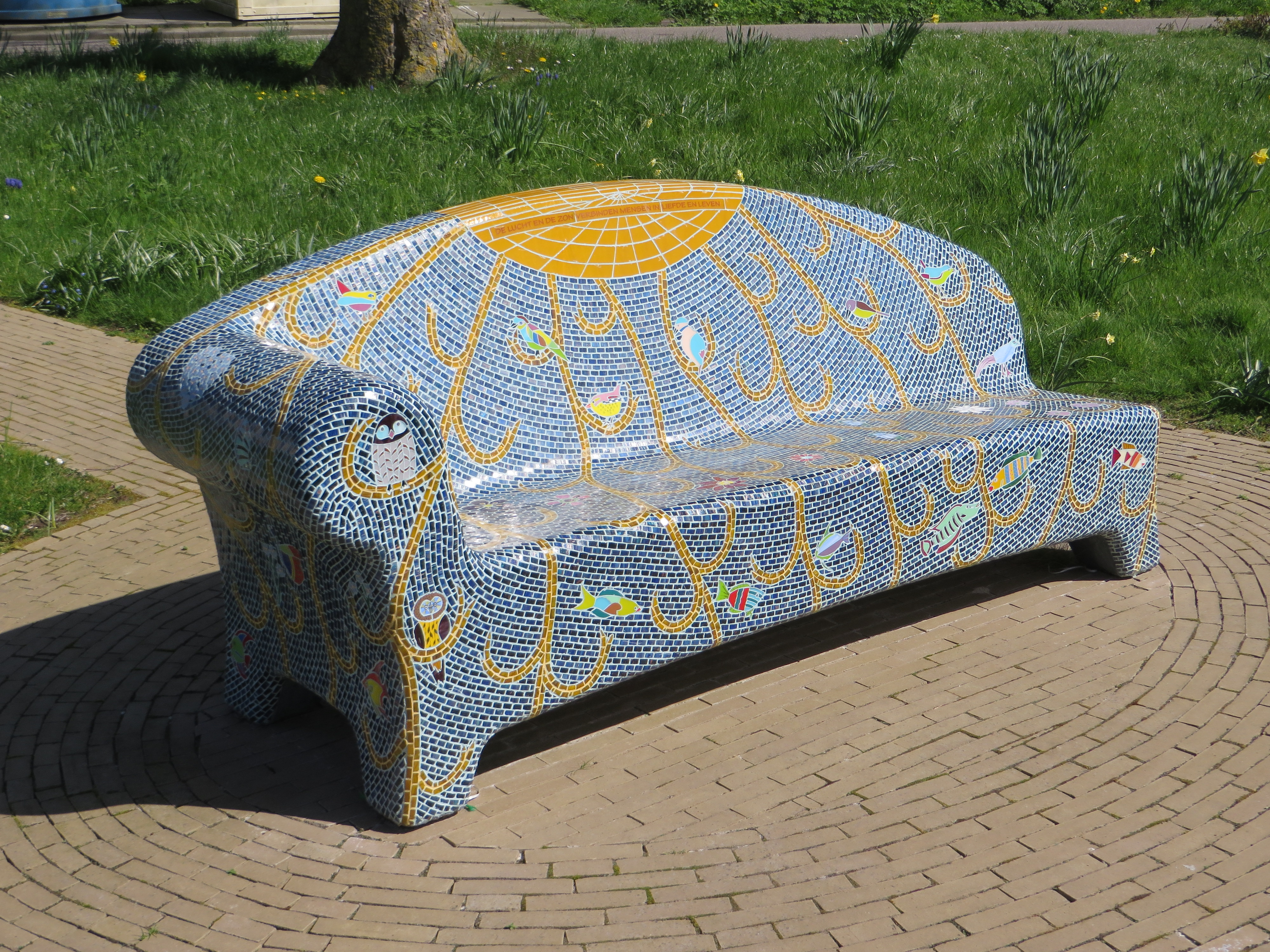
Herdenkingsbank in Baflo ter nagedachtenis aan moordslachtoffers Renske Hekman en Dick Haveman.
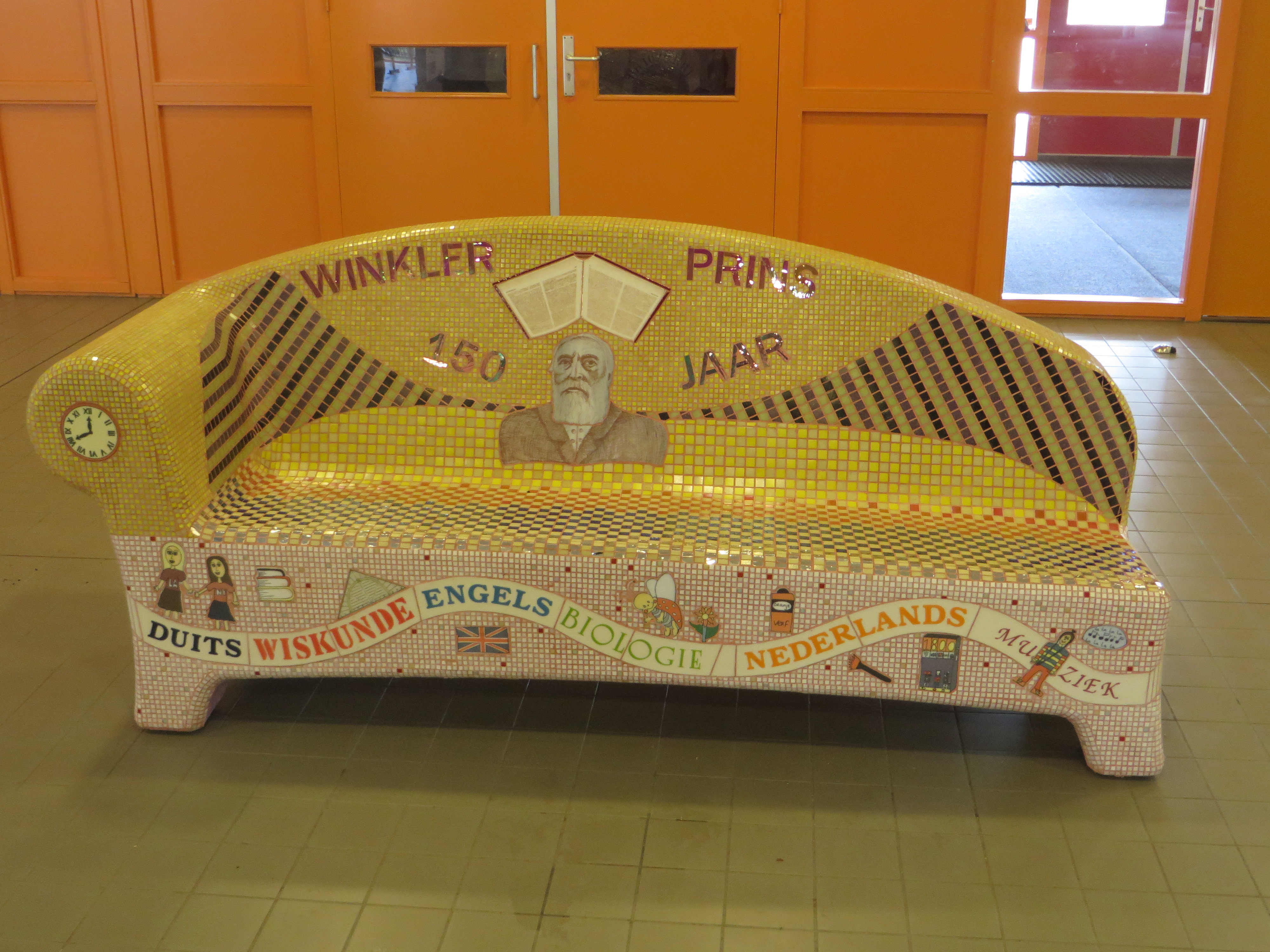
150 jaar Winkler Prins in Veendam
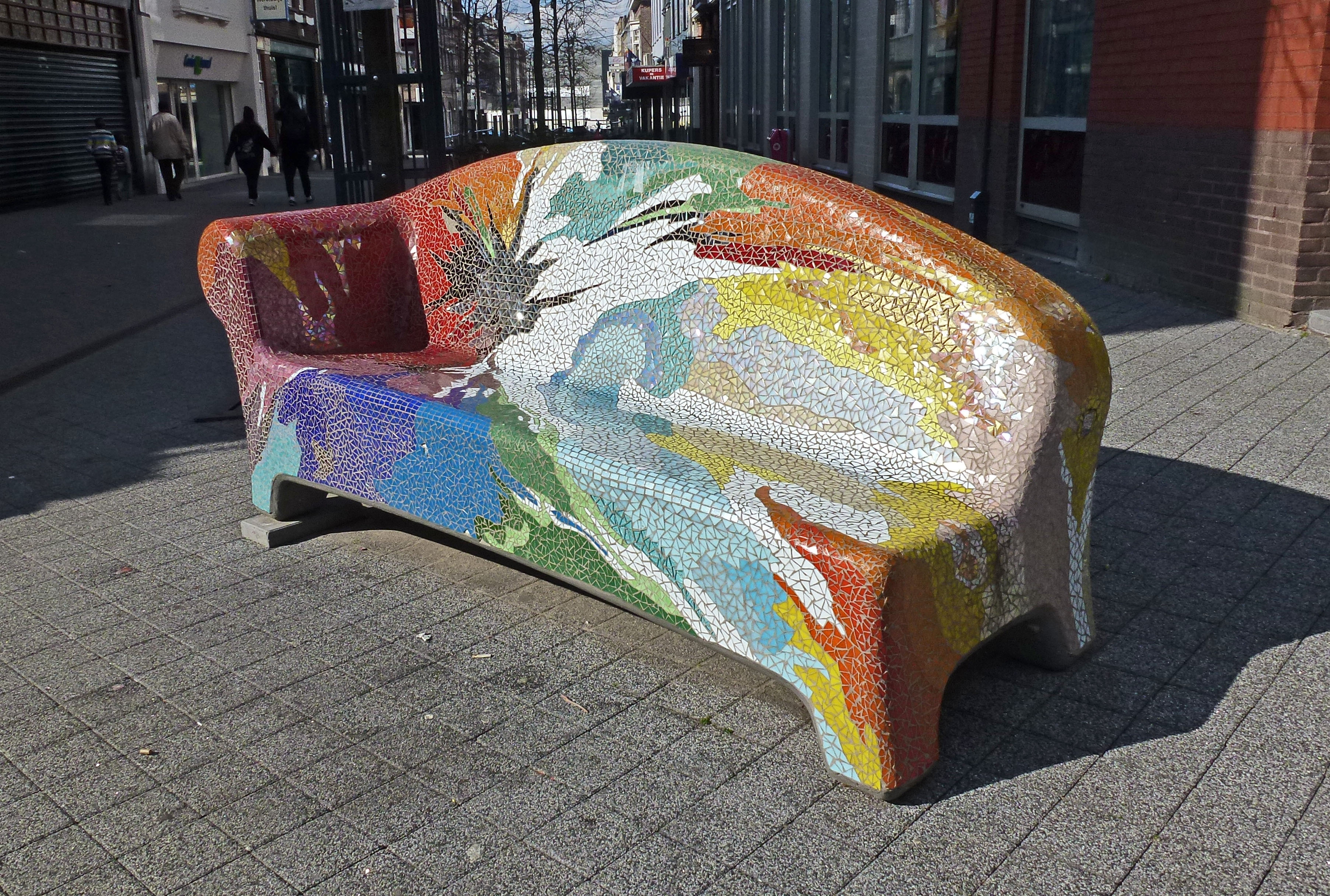
"Bliksemschicht" van Miriam Vleugels in Heerlen
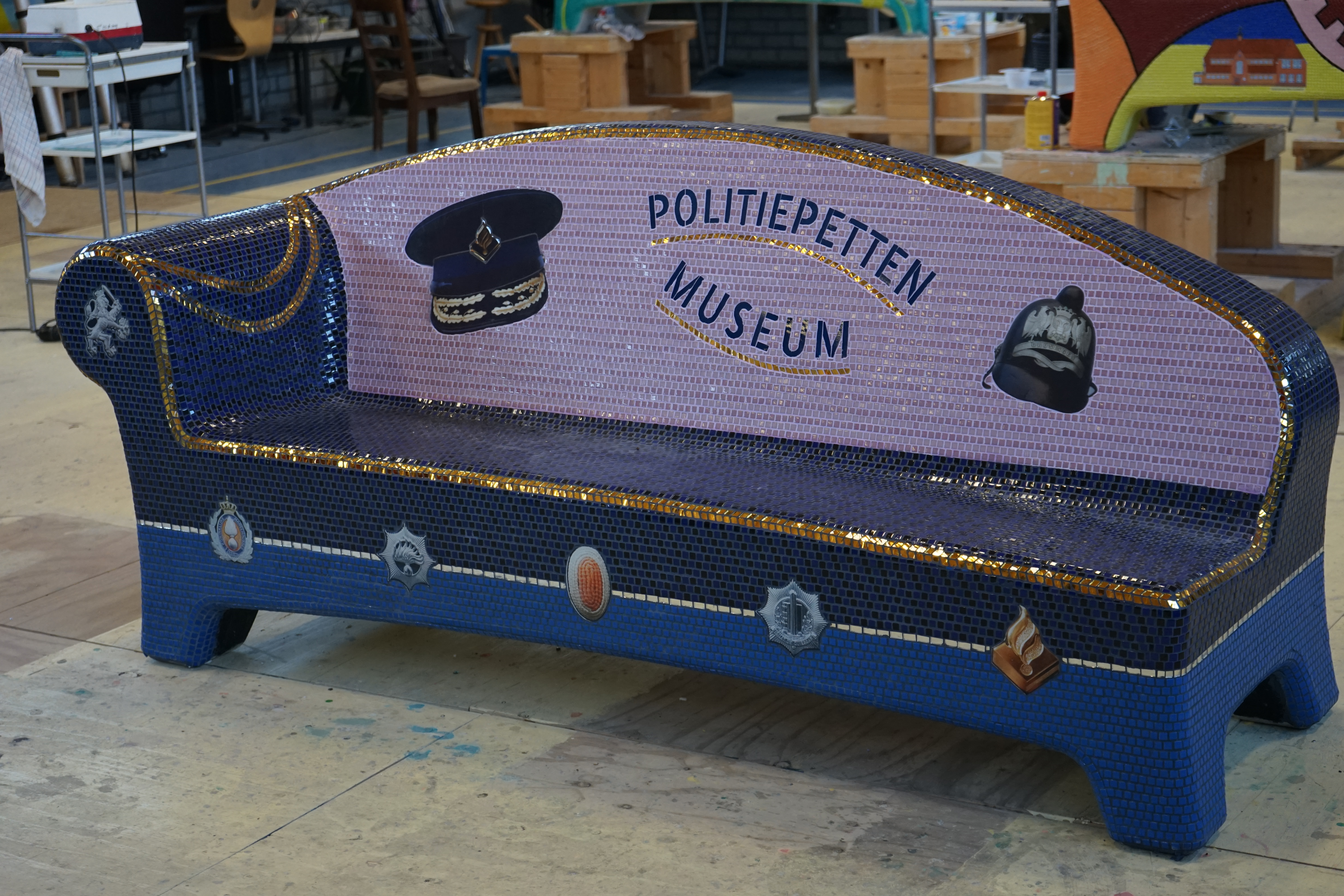
50 jaar IPA district Groningen